# Pseudopristilophus girardi
Pseudopristilophus girardi là một loài bọ cánh cứng trong họ Elateridae. Loài này được Piguet miêu tả khoa học năm 2005.